# Takarazuka
Takarazuka (japanska: 宝塚市 ?, Takarazuka-shi) är en stad i Hyōgo prefektur i Japan. Staden fick stadsrättigheter 1954 och 
har sedan 2003 
status som speciell stad (japanska: 特例市?, Tokureishi) enligt lagen om lokalt självstyre.